# 5. Königlich Bayerische Infanterie-Brigade
Die 5. Infanterie-Brigade war ein Großverband der Bayerischen Armee.

## Gliederung
Das Brigadekommando stand in Zweibrücken.
1914 war die Brigade Teil der 3. Division. Ihr unterstanden folgende Einheiten:
- 22. Infanterie-Regiment „Fürst Wilhelm von Hohenzollern“ in Zweibrücken und Saargemünd
- 23. Infanterie-Regiment „König Ferdinand der Bulgaren“ in Landau und Germersheim
- Bezirkskommando Zweibrücken

Die Brigade wurde zu Beginn des Ersten Weltkrieges im Rahmen der 6. Armee an der Westfront eingesetzt.

## Kommandeure
| Dienstgrad   | Name                         | Datum                                   |
| ------------ | ---------------------------- | --------------------------------------- |
| Generalmajor | Wilhelm Schleich             | 17. August 1868 bis 15. Februar 1872    |
| Generalmajor | Edmund Höfler                | 16. Februar 1872 bis 14. Dezember 1875  |
| Generalmajor | Maximilian Verri della Bosia | 15. Dezember 1875 bis 10. November 1877 |
| Generalmajor | Friedrich von Muck           | 11. November 1877 bis 30. November 1878 |
| Generalmajor | Johann Heilmann              | 01. Dezember 1878 bis 26. November 1883 |
| Generalmajor | Maximilian von Gumppenberg   | 27. November 1883 bis 23. März 1885     |
| Generalmajor | Karl von Lindhamer           | 24. März 1885 bis 7. März 1889          |
| Generalmajor | Gustav Waagen                | 08. März 1889 bis 3. September 1890     |
| Generalmajor | Julius von Zech              | 04. September 1890 bis 16. Februar 1892 |
| Generalmajor | Friedrich von Fabrice        | 17. Februar 1892 bis 14. Mai 1893       |
| Generalmajor | Karl von Claus               | 15. Mai 1893 bis 26. August 1896        |
| Generalmajor | Ferdinand von Leoprechting   | 27. August 1896 bis 17. März 1898       |
| Generalmajor | Anton Edler von Stockhammern | 18. März 1898 bis 24. August 1901       |
| Generalmajor | Adolf Oestereicher           | 25. August 1901 bis 3. August 1903      |
| Generalmajor | Rudolf Rösch                 | 04. August 1903 bis 22. März 1906       |
| Generalmajor | Oskar Fritsch                | 23. März 1906 bis 22. April 1907        |
| Generalmajor | Richard Arndt                | 23. April 1907 bis 19. Februar 1909     |
| Generalmajor | Albert Schuchardt            | 20. Februar 1909 bis 22. November 1911  |
| Generalmajor | Ludwig von Hetzel            | 23. November 1911 bis 18. März 1914     |
| Generalmajor | Christian Danner             | 19. März 1914 bis 31. März 1915         |